# فرد شرينر
فرد شرينر (بالفرنسية: Fred Schreiner)‏ هو لاعب كرة قدم لوكسمبورغي، ولد في 2 يوليو 1961.

## وصلات خارجية
- فرد شرينر على موقع قاعدة بيانات كرة القدم.إي يو (الإنجليزية)